# Surface, aire et superficie
En métrologie et en géométrie euclidienne, les termes aire, surface et superficie sont fréquemment amalgamés. Cet article vise à clarifier ces notions.
Le mot « surface » désigne à la fois un objet à deux dimensions, et la mesure scalaire de cet objet.
- En géométrie, le mot « surface » désigne un objet mathématique à deux dimensions (qui n'a d'aire que si une mesure est définie sur cet objet).
L'« aire » est la mesure (au sens mathématique) d'une surface (mathématiques).
- En physique, une « surface » est ce qui marque la frontière entre intérieur et extérieur d'un objet, ou la limite entre deux phases, voire la frontière d'une partition arbitraire de l'espace.
Si une surface physique est modélisée par une surface mathématique, la mesure physique de cette surface physique est donnée par l'aire de la surface, et est généralement désignée par « surface ».
- En topographie, la « superficie » d'une région matérielle est une mesure physique, celle de l'aire de la surface géométrique recouvrant cette région. Elle a nécessairement une unité. La superficie peut être évaluée à partir de l'aire si la mesure mathématique traduit correctement la mesure physique (ce qui est un problème métrologique).